# Bényei Géza
Bényei Géza (írói neve Tokár Péter; (Irsa, 1913. november 1. – Budapest, 1976. július 29.) magyar újságíró, az Újítók Lapja főszerkesztője.

## Életpályája
Eredeti szakmája vasesztergályos volt, majd gépipari felsőipariskolát végzett. 1936-tól volt szakszervezeti aktivista. 1942-ben munkaszolgálatos büntetőszázaddal Ukrajnába vitték, azonban átszökött a szovjet csapatokhoz. Moszkvában kezdte újságírói pályáját az ott magyar nyelven megjelenő Igaz Szó című lapnál. Hazatérése után előbb cikkeket írt az Új Szó című lapba, majd 1949 és 1956 között az MTI munkatársa volt. A forradalom után előbb rövid ideig az Érdekes Újságnál dolgozott, majd az Országos Találmányi Hivatal által kiadott Újítók Lapja főszerkesztője lett. Rendszeresen megjelentek írásai a Hétfői Hírek című hetilapban is. Újságírói és írói munkássága során a Tokár Péter nevet használta.

## Főbb művei
- Üzemgazdaságtan ipari vezetők számára (Páljános Gyulával és Salamon Józseffel, Bp., 1950)
- Gyártmány- és gyártásfejlesztés szovjet és magyar tapasztalatai (Bp., 1955)
- A világmindenség kapukulcsa. Rövid séta a szovjet tudomány berkeiben (Bp., 1958)
- Újítómozgalmaink időszerű kérdései (Bp., 1963)
- Cikkek az Újítók Lapjában, pl. Megszületett az új szabadalmi törvény. (Újítók Lapja, 1969. április 29. 8. sz. 3-4. p.)

## Díjai, elismerései
- Munka Érdemérem (1962)[3]
- Munka Érdemrend ezüst fokozata (1972)[4]